# Anton Amon (Schauspieler, 1862)

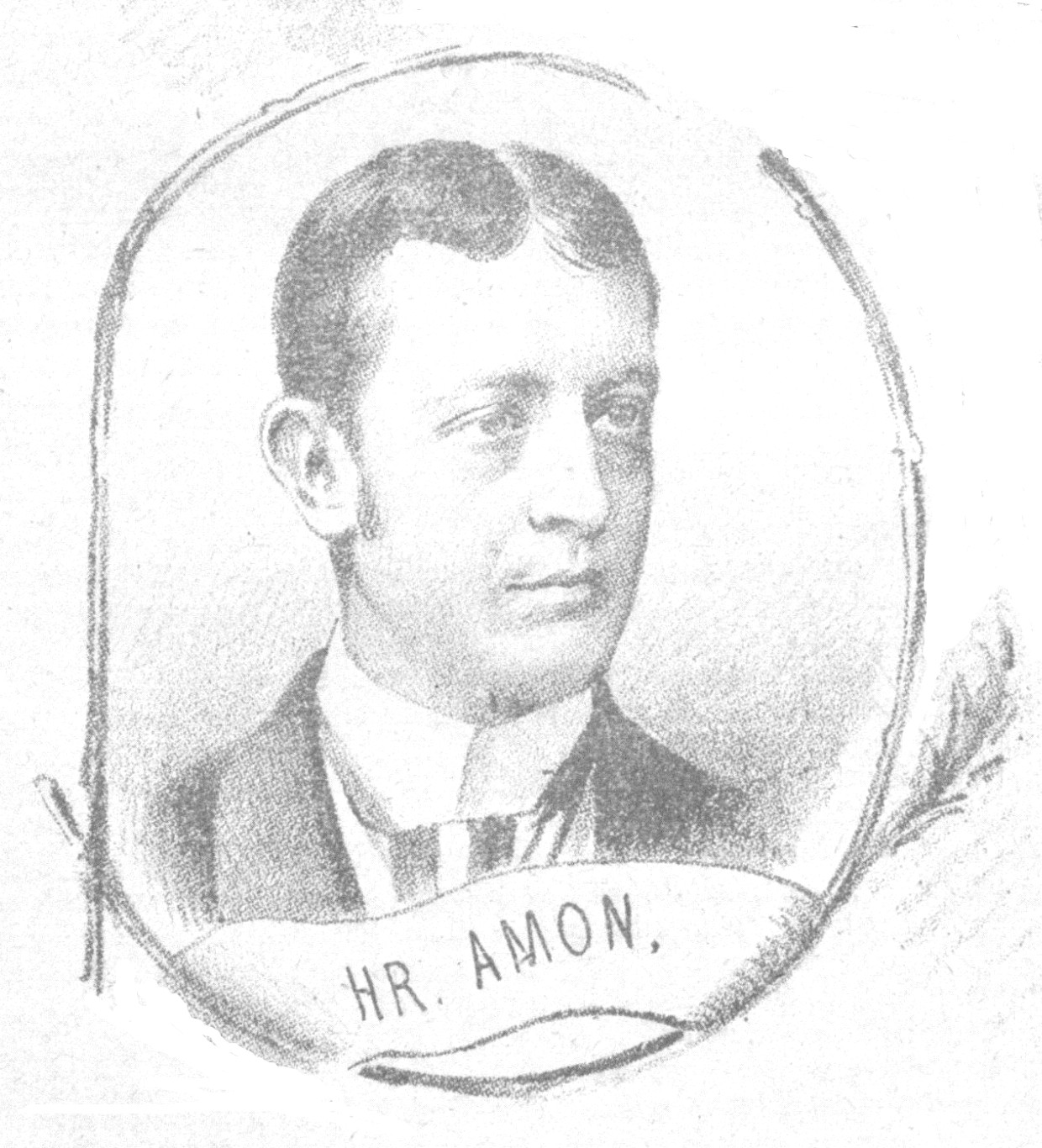
Anton Amon im Jahre 1889

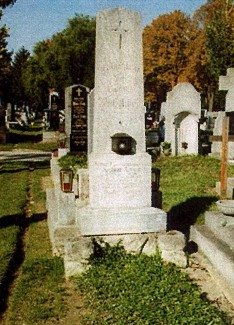
Grabstätte von Anton Amon

Anton Amon (22. März 1862 – 11. September 1931) war ein österreichischer Sänger des Wienerlied, Theater- und Stummfilmschauspieler sowie Landschaftsmaler.

## Leben
Anton Amon, Sohn des Singspielhallendirektors Anton Amon, war einige Jahre Mitglied der Volkssängergilde, ging jedoch 1886 zum Theater. Er betrat in Iglau zum ersten Mal die Bühne, war dann in Bad Hall, Troppau, Karlsbad, am Deutschen Theater und Pest engagiert, wo er überall erste Rollen spielte, bis er 1889 in den Verband des Deutschen Volkstheaters trat. Dort blieb er bis mindestens 1902. Zwischen 1902 und 1925 klafft eine Lücke in seinem Lebenslauf, erst 1925 taucht er als Stummfilmschauspieler wieder auf. Er starb 1931. Er wurde am Wiener Zentralfriedhof in einem ehrenhalber gewidmeten Grab bestattet.
Neben seiner schauspielerischen Tätigkeit war er auch ein erfolgreicher Landschaftsmaler.

## Filmografie
- 1925: Ein Walzer von Strauß
- 1926: Der Pfarrer von Kirchfeld
- 1926: Ich hab’s getan
- 1927: Die Beichte des Feldkuraten